# Molophilus conscriptus
Molophilus conscriptus är en tvåvingeart som beskrevs av Alexander 1938. Molophilus conscriptus ingår i släktet Molophilus och familjen småharkrankar.
Artens utbredningsområde är Colombia. Inga underarter finns listade i Catalogue of Life.